# 高井盛雄
高井 盛雄（たかい もりお、1952年または1953年 - ）は、日本の地方公務員。新潟県教育委員会教育長、新潟県副知事、北越急行会長などを歴任した。瑞宝中綬章受章。

## 人物・経歴
1977年 明治大学法学部卒業、同年 新潟県入庁、教育次長や産業労働観光部長などを歴任し、2012年から教育長。2016年3月 池田幸博を後任に教育長退任、森邦雄の後任として副知事就任。2019年3月 新潟国際海運株式会社代表取締役社長就任。同年7月 佐久間豊を後任に副知事退任。2020年6月 北越急行代表取締役会長。

## 栄典
2023年4月 令和5年春の叙勲で地方自治功労により瑞宝中綬章を受章。